# Prospero da Centuripe
Prospero (Roma, ? – Roma, ?) è stato un militare romano martire cristiano, venerato come santo dalla Chiesa cattolica; dal 1698 è patrono e protettore del comune di Centuripe.

## Biografia
Sebbene una tradizione locale lo descriva come un soldato romano, sulla vita di san Prospero non si possiede alcuna notizia certa. Le uniche notizie storicamente certe sono quelle relative all'arrivo dei suoi resti nella città che lo venera come patrono.

## Le reliquie ed i miracoli
Il 3 luglio del 1696, sotto il pontificato di Innocenzo XII, il cardinale Gaspare Carpegna, Cardinale vicario per la città di Roma, concesse a Dominico Salvi una gamba "estratta dal corpo del santo martire Prospero, permettendogli di conservarla presso di sé o di concederla ad altri, inviandola anche fuori Roma per essere esposta alla pubblica venerazione". Tale reliquia fu consegnata al sacerdote e medico Pietro Gravina. Proprio mentre quest'ultimo ne era in possesso, una sua serva, a causa di un tumore al ventre, giungeva in fin di vita.
Verso la sera del 7 marzo 1698 la donna si abbandonava alla disperazione. Voleva strangolarsi ed inveiva contro i santi, soprattutto contro san Domenico di cui vestiva l'abito e professava la regola. Don Pietro Gravina, ricordandosi di custodire la reliquia del santo, la accostò all'inferma che sentí diminuito il dolore ed ottenne la guarigione. Tale miracolo è attestato da un documento datato «Palermo 24 marzo 1698». In seguito don Pietro Gravina consegnò la reliquia, accompagnata dal diploma pontificio che ne certificava l'autenticità e dalla lettera che attestava il miracolo, al sacerdote della chiesa madre di Centuripe don Pietro Ansaldo e al vicario foraneo don Arcangelo Maccarrone che ne avevano fatto richiesta. Il 3 aprile 1698 Andrea Riggio vescovo di Catania, preso atto dell'avvenuto miracolo, ne permetteva l'esposizione e la venerazione.
Si racconta che, nel 1759, un certo Savuto da Paternò conservava alcune reliquie del santo martire e che non volesse portarle a Centuripe. Ammalatosi d'idropisia, gli sarebbe apparso per tre volte san Prospero chiedendogli di consegnare i suoi resti ai centuripini. Solo quando il Savuto decise di accontentare il santo, avrebbe ottenuto la guarigione. La tradizione racconta che la mula che Savuto cavalcava e che trasportava le reliquie, giunta all'ingresso della città, si sarebbe rifiutata di proseguire fino a quando il capitolo della Collegiata non venne a ricevere decorosamente le reliquie del santo.
Oggi i resti di san Prospero, ovvero parte del cranio, una gamba, un braccio, un dito e vari altri frammenti ossei sono custoditi in preziosi reliquiari presso la chiesa madre della città di Centuripe. Altre reliquie del santo sono conservate presso la chiesa madre di Marianopoli, il convento dei cappuccini di Gibilmanna e presso la chiesa di sant'Orsola a Palermo, ma attualmente non esiste una prova storica certa del fatto che tali resti appartengano al corpo venerato a Centuripe.

## Il simulacro
Lo storico centuripino Ansaldi racconta che, all'arrivo delle reliquie del santo a Centuripe, il sacerdote don Arcangelo Maccarrone, per promuovere il culto verso il martire, fece scolpire, a sue spese, una statua in legno. Tale opera, dopo un intenso scambio di lettere avvenuto tra i sindaci di Centuripe e Marianopoli dal 1846 al 1855, venne "offerta", probabilmente venduta, dai centuripini alla comunità di Marianopoli che ancora oggi la venera.
Il simulacro che attualmente è custodito a Centuripe risale a metà del XIX secolo ed è opera del maestro Giacomo di Lorenzo, scultore e pittore centuripino. Rappresenta il santo come un giovane dal portamento fiero e solenne con lunghi capelli ricci e castani. Anche se a prima vista San Prospero sembra indossare un'armatura, in realtà veste abiti settecenteschi interamente cesellati in argento. Un manto dorato scende dalla spalla sinistra per raccogliersi ai piedi. La mano sinistra regge una bandiera di color rosso ricamata in filigrana, donata dai centuripini emigrati in Argentina, mentre la destra tiene un crocifisso, simbolo della fede in Cristo, e la palma simbolo del martirio.

## Culto
I comuni di Catenanuova (Enna), Marianopoli (Caltanissetta), onorano come patrono un santo di nome Prospero.
Fin dalle origini della storia della Chiesa, il culto tributato ai martiri è indissolubilmente legato alla venerazione dei loro resti mortali che vengono considerati come la prova tangibile della loro testimonianza di fede. Questo principio vale pure per san Prospero da Centuripe il cui culto nasce e si sviluppa esclusivamente attorno alle sue reliquie.
Sulla base di quanto detto, lo storico Saccullo, tenendo presente che i resti venerati a Centuripe sono anatomicamente incompatibili con quelli conservati a Catenanuova e considerando che il corpo custodito a Catenanuova è completo in ogni sua parte, ritiene certo che il santo venerato a Centuripe sia diverso da quello venerato a Catenanuova.
Per quanto riguarda i resti conservati a Marianopoli, attualmente, non si esclude che essi, insieme a quelli custoditi a Centuripe, possano appartenere allo stesso corpo; anzi l'intensa corrispondenza avvenuta dal 1846 al 1855 tra i sindaci delle due città, così come il fatto che dalla seconda metà del XIX secolo Marianopoli venera la statua del santo originariamente custodita a Centuripe sembrano confermare tale teoria. Bisogna però considerare che una prova certa in tal senso non è stata ancora prodotta e che lo studioso S. Grifò sembra mettere in discussione tale teoria.

## Galleria d'immagini

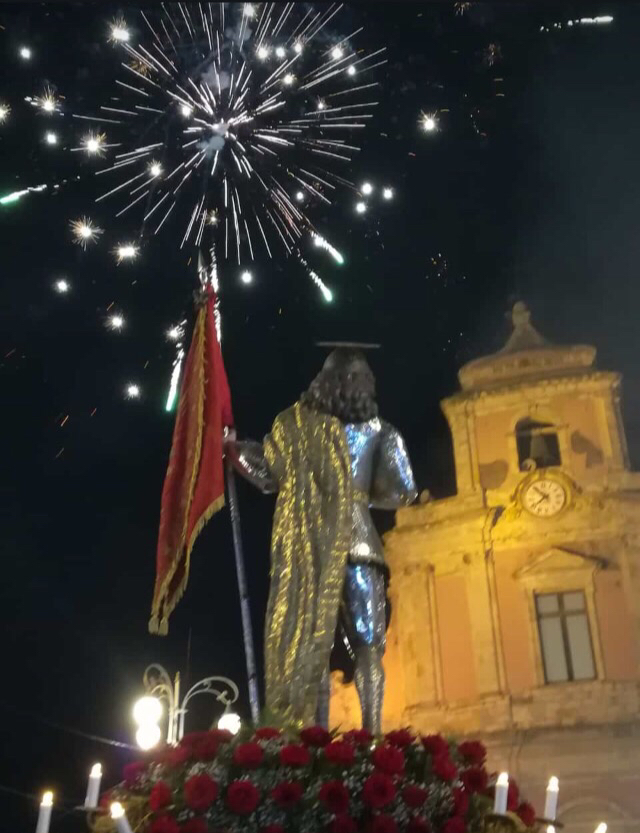
Statua di San Prospero
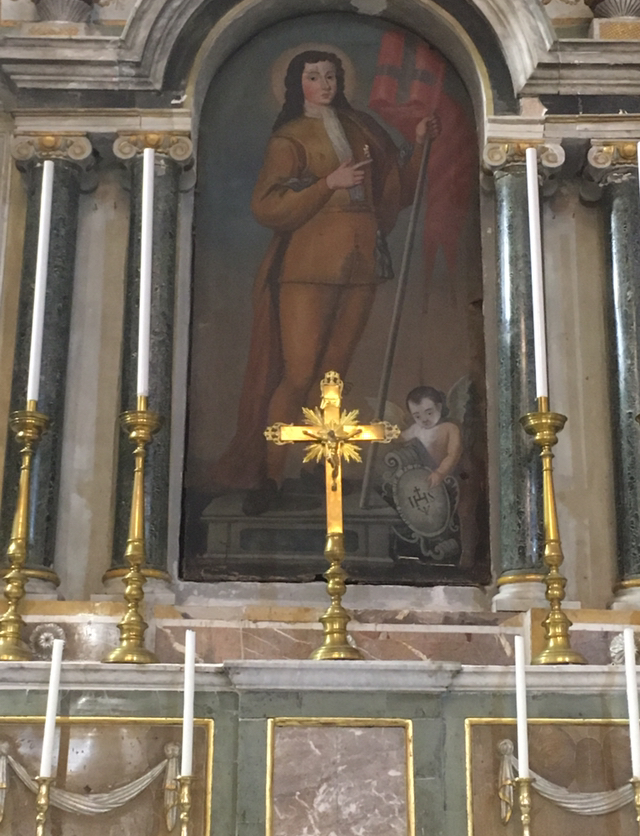
San Prospero olio su tela
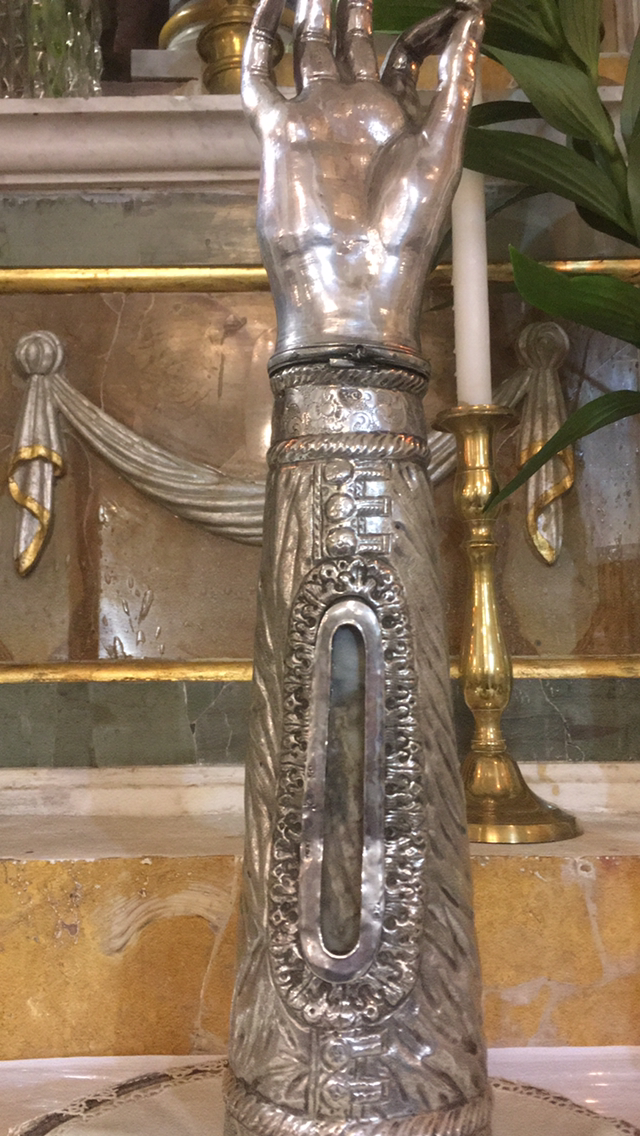
Reliquia del braccio
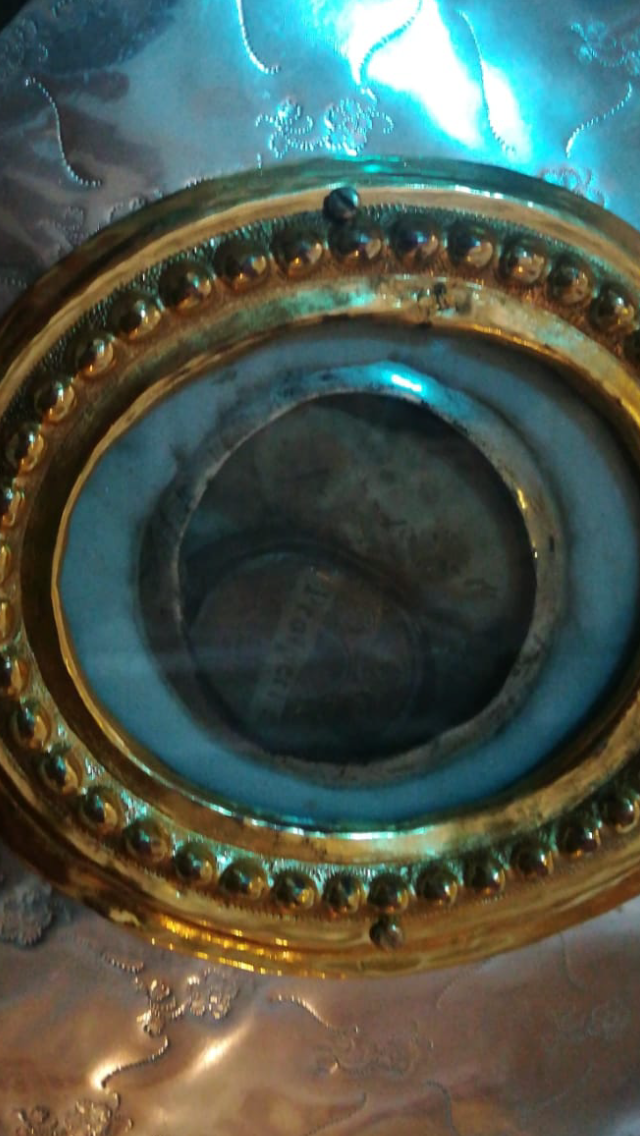
Vari frammenti ossei
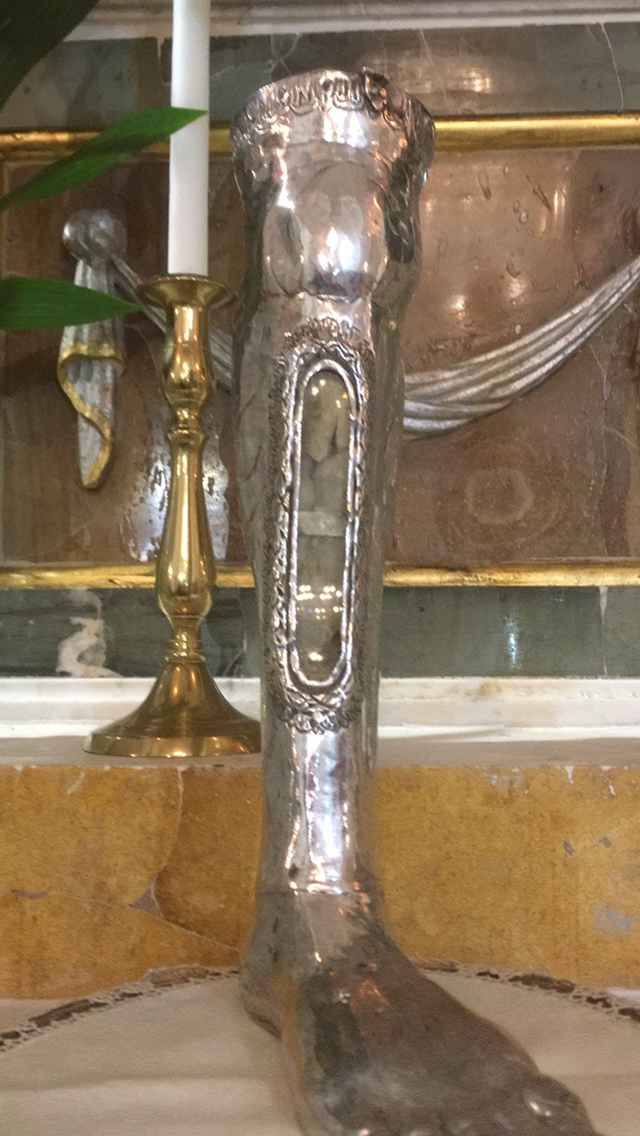
Reliquia della gamba
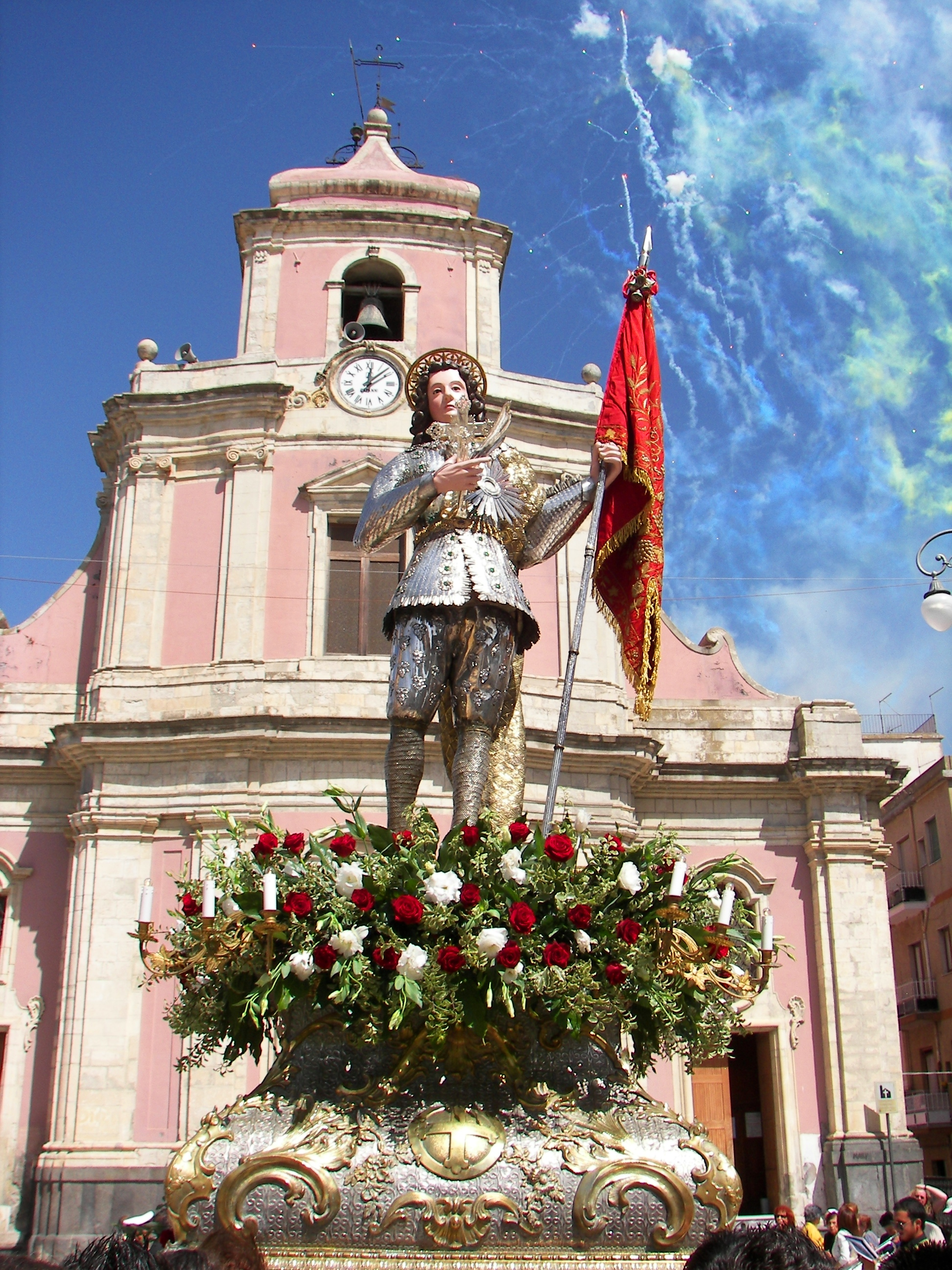
Particolare
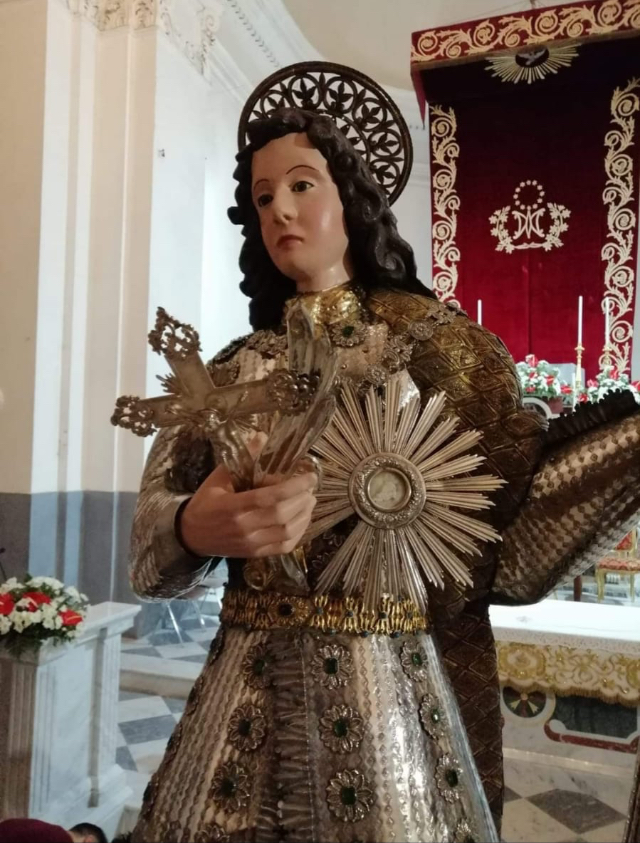
Particolare foto ravvicinata del simulacro di San Prospero
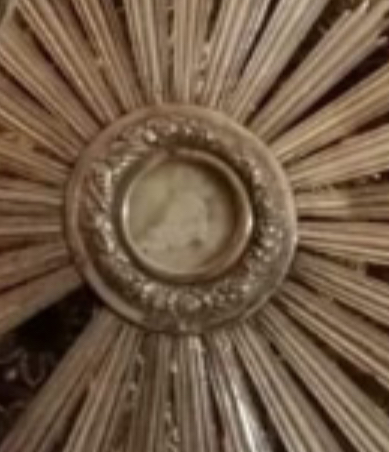
Reliquia San Prospero